# Kaos i opgangen
Kaos i Opgangen er en dansk Sitcom, produceret af Tv-stationen TV3 i 1997. Der blev optaget i alt 15 afsnit. Forlægget for serien er den amerikanske TV comedy-serie The Honeymooners (1955-1956).

## Medvirkende
- Ulf Pilgaard
- Kirsten Lehfeldt
- Jesper Hyldegaard
- Pernille Schrøder